# Улица Коломийца (Домодедово)
Улица Коломийца — улица в центральной части города Домодедово Московской области в районе железнодорожных путей Павелецкого направления Московской железной дороги и железнодорожной станции Домодедово. Улица названа в честь Всеволода Александровича Коломийца — заслуженного строителя РСФСР — строителя аэропорта Домодедово.

## Описание
Улица Коломийца берет свое начало от пересечения с улицей Корнеева и уходит в юго-западном, а позднее в западном направлении. Заканчивается улица на пересечении с улицей Кирова.
По ходу движения с начала улицы ее пересекают Каширское шоссе, улица Зеленая, улица Новая, улица Ленинская, улица Рабочая, улица Красная. и улица Октябрьская. Слева по ходу движения со стороны начала улицы примыкает Восточная улица, Школьная улица и Красноармейская улица.
Нумерация домов по улице Коломийца начинается смотри стороны улицы Корнеева.
На всем своем протяжении улица Коломийца является улицей с двусторонним движением.
Почтовый индекс улицы Коломийца города Домодедово Московской области — 142000 и 142004.

## Примечательные здания и сооружения
- Управление Пенсионного фонда России № 26 по городу Москве и Московской области — улица Корнеева, строение 13.
- Центральная городская библиотека имени Анны Ахматовой — улица Коломийца, владение 9[3][4].
- Жанровая скульптура богиня победы Ника — в составе архитектурного ансамбля площади 50-летия Домодедово.
- Спортивный комплекс «Легенда» — улица Кирова, владение 30. Открытие комплекса состоялось в 2017 году в торжественной обстановке. В открытии приняли участие Губернатор Московской области Андрей Воробьев и депутат Государственной Думы Российской Федерации и прославленный хоккеист Вячеслав Фетисов. Спортивный комплекс разместил в себе хоккейную площадку с трибунами на 450 мест, зону тренажёров, специальной физической подготовки, а также 2 бассейна по 25 метров[5][6].
- Налоговая инспекция Федеральной налоговой службы России — улица Коломийца, владение 8.
- Домодедовский лицей № 3 имени Героя Советского Союза Юрия Павловича Максимова — улица Коломийца, владение 4.
- Памятник Юрию Павловичу Максимову — улица Коломийца, владение 4.
- Памятник Владимиру Николаевичу Гусеву — улица Коломийца, владение 4.

## Транспорт
По улице Коломийца осуществляется движение общественного транспорта. Здесь проходят городские автобусные маршруты идущие на автостанцию.